# Eagle Air (Uganda)
Az Eagle Air egy ugandai légitársaság, amelynek a székhelye Kampalában található. A légitársaság Kelet- és Közép Afrikában üzemeltet menetrend szerint és charterjáratokat. Bázisa az Entebbei nemzetközi repülőtéren található és további központja az Uganda északi régiójában található Aurai repülőtér.

## Története
A légitársaságot 1994 júniusában alapították és 1994 novemberében kezdte meg a működését. A tulajdonosai Tony Rubombora (62,5%) ügyvezető igazgató és Charles Muthama (37,5%) elnök. A vállalatnak 2011 márciusában több mint 50 alkalmazottja volt.
A légitársaság 2006-ban járatokat indított Uganda nemzeti parkjaiba. Ugyanebben az évben Dél-Szudán megtiltotta a vállalatnak hogy járatokat indítson a Yei repülőtérre, az ország légiközlekedési szabályainak állítólagos megsértésére hivatkozva.
2008-ban a légitársaság ideiglenesen felfüggesztette működését, miután üzemanyaghiány lépett fel Ugandában a 2007-es kenyai elnökválasztást követő zavargások miatt.

## Szolgáltatások

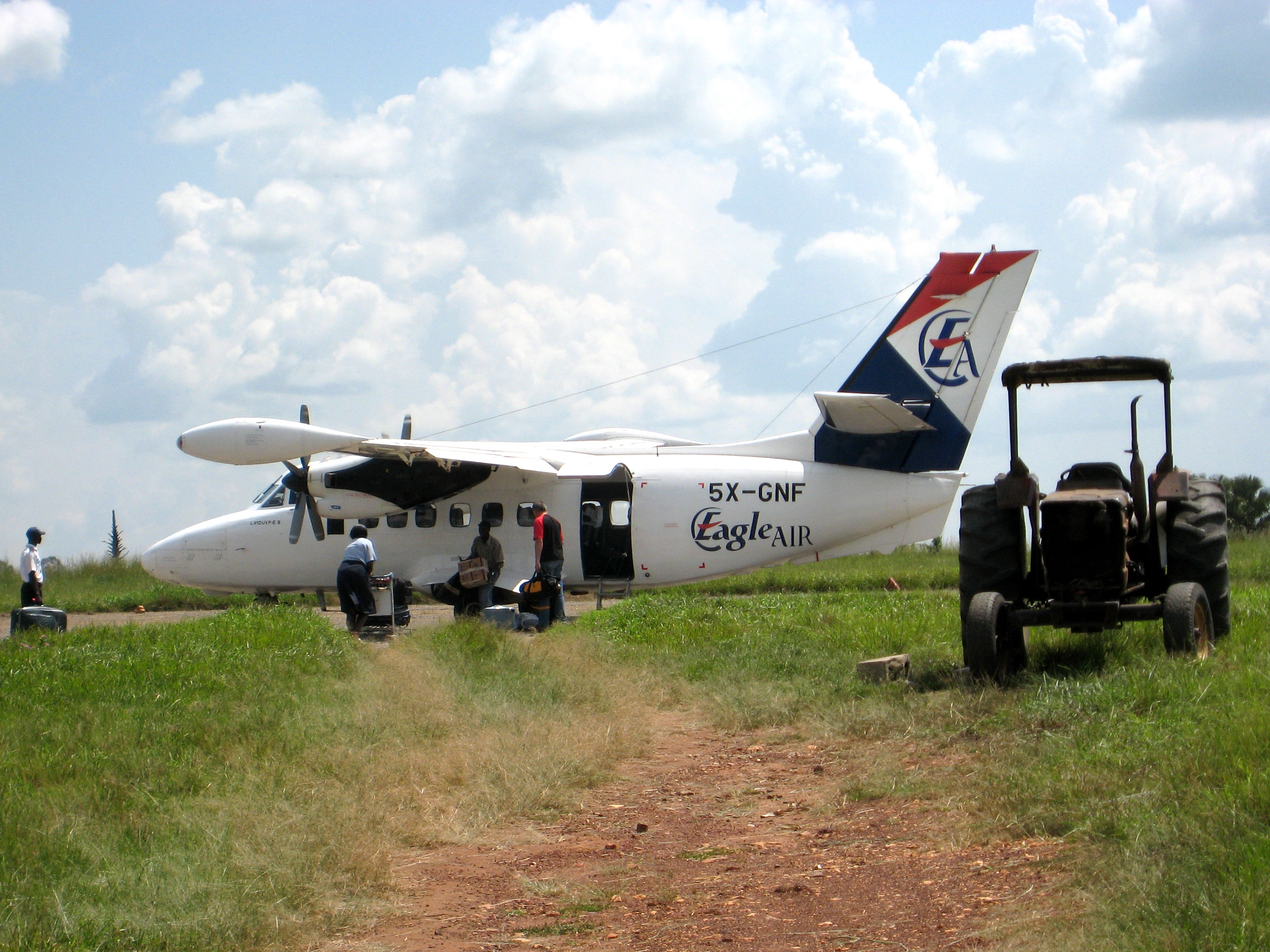
Egy Eagle Air Let L410UVP-E9 Turbolet a Gului repülőtéren

Az Eagle Air menetrend szerinti és charterjáratokat kínál számos belföldi és bizonyos regionális célállomásokra. Emellett charterjáratokat kínál a kelet- és közép-afrikai régióban.

## Célállomások
Honlapja szerint 2019 májusában az Eagle Air járatokat üzemeltetett a következő célállomásokra:

## Flotta
2019 májusában az Eagle Air flottája a következő repülőgépekből állt:

## Balesetek
- 2001. december 14-én az Eagle Air 5X-CNF lajstromú L–410 Turbolet típusú repülőgépe lezuhant 40 kilométerre keletre Buniától. A repülőgépet lehet hogy az ugandai kormány ellen harcoló Szövetséges Demokratikus Erők lázadói lőhették le. Feltételezések szerint a balesetben a rossz időjárás is szerepet játszott. A balesetben 6 fő vesztette életét, köztük a kongói lázadások két vezetője.[9][10]
- 2017. április 1-jén az Eagle Air 5X-EIV lajstromú L–410 Turbolet típusú repülőgépe a dél-szudáni Yei repülőterén nem tudott felszállni időben, ezért az lezuhant a kifutópálya utáni bokrokba. A fedélzeten tartózkodó húsz főből, néhányan könnyebb sérüléseket szenvedtek. A repülőgép orra és orrfutóműve megsérült.[11]